# Línea 2 (EMT Fuenlabrada)
La línea 2 de la EMT de Fuenlabrada, también denominada Circular Verde, es una línea circular que une diversos puntos de Fuenlabrada en el sentido antihorario. El sentido contrario lo proporciona la línea 3 (Circular Roja).

## Características
Esta línea surgió en 1984, con la creación de la EMT de Fuenlabrada, denominándose Circular Verde.
La línea no mantiene los mismos horarios todo el año, desde el 1 de julio al 31 de agosto se reducen el número de expediciones, además de los días excepcionales vísperas de festivo y festivos de Navidad en los que los horarios también cambian y se reducen.
Está operada por la EMT de Fuenlabrada mediante la concesión administrativa URCM-058 - Urbano de Fuenlabrada (Urbanos Comunidad de Madrid) del Consorcio Regional de Transportes de Madrid.

### Flota
Prestan servicio en la línea los Castrosua City Versus Iveco, Iveco Urbanway, Solaris Urbino 12 e Irizar IE Tram. 

## Horarios

### 1 septiembre - 30 junio
| Lunes a viernes laborables                                                  |                |             |             |                |             |             |             |                |             |             |                |             |          |       |       |    |
| L2 Circular Verde: El Naranjo (C/ Galicia) > Av. Francisco Javier Sauquillo |                |             |             |                |             |             |             |                |             |             |                |             |          |       |       |    |
| 07                                                                          | 08             | 09          | 10          | 11             | 12          | 13          | 14          | 15             | 16          | 17          | 18             | 19          | 20       | 21    | 22    | 23 |
| 05 19 33 47                                                                 | 01 15 29 43 57 | 11 25 39 53 | 07 21 35 49 | 03 17 31 45 59 | 13 27 41 55 | 09 23 37 51 | 05 19 33 47 | 01 15 29 43 57 | 11 25 39 53 | 07 21 35 49 | 03 17 31 45 59 | 13 27 41 55 | 15 30 45 | 00 30 | 00 30 | 00 |
| Sábados laborables, domingos y festivos                                     |                |             |             |                |             |             |             |                |             |             |                |             |          |       |       |    |
| L2 Circular Verde: El Naranjo (C/ Galicia) > Av. Francisco Javier Sauquillo |                |             |             |                |             |             |             |                |             |             |                |             |          |       |       |    |
| 07                                                                          | 08             | 09          | 10          | 11             | 12          | 13          | 14          | 15             | 16          | 17          | 18             | 19          | 20       | 21    | 22    | 23 |
| 50                                                                          | 10 30 50       | 10 30 50    | 10 30 50    | 10 30 50       | 10 30 50    | 10 30 50    | 10 30 50    | 10 30 50       | 10 30 50    | 10 30 50    | 10 30 50       | 10 30 50    | 10 30 50 | 10 30 | 00 30 | 00 |

### 1 julio - 31 agosto
| Lunes a viernes laborables                                                  |       |          |          |          |          |          |          |          |          |          |          |          |          |          |       |       |    |
| L2 Circular Verde: El Naranjo (C/ Galicia) > Av. Francisco Javier Sauquillo |       |          |          |          |          |          |          |          |          |          |          |          |          |          |       |       |    |
| 06                                                                          | 07    | 08       | 09       | 10       | 11       | 12       | 13       | 14       | 15       | 16       | 17       | 18       | 19       | 20       | 21    | 22    | 23 |
| 50                                                                          | 20 50 | 10 30 50 | 10 30 50 | 10 30 50 | 10 30 50 | 10 30 50 | 10 30 50 | 10 30 50 | 10 30 50 | 10 30 50 | 10 30 50 | 10 30 50 | 10 30 50 | 10 30 50 | 10 30 | 00 30 | 00 |
| Sábados laborables, domingos y festivos                                     |       |          |          |          |          |          |          |          |          |          |          |          |          |          |       |       |    |
| L2 Circular Verde: El Naranjo (C/ Galicia) > Av. Francisco Javier Sauquillo |       |          |          |          |          |          |          |          |          |          |          |          |          |          |       |       |    |
| 06                                                                          | 07    | 08       | 09       | 10       | 11       | 12       | 13       | 14       | 15       | 16       | 17       | 18       | 19       | 20       | 21    | 22    | 23 |
|                                                                             | 50    | 15 40    | 05 30 55 | 20 45    | 10 35    | 00 25 50 | 15 40    | 05 30 55 | 20 45    | 10 35    | 00 25 50 | 15 40    | 05 30 55 | 20 45    | 10 35 | 00 25 |    |

Paso por la avenida de Francisco Javier Sauquillo aproximadamente 35 minutos después de su salida. Duración del recorrido circular completo aproximadamente 50 minutos.

## Recorrido y paradas
La línea empieza su recorrido en la calle Galicia. Desde ahí continúa por las calles Móstoles, Almendro, avenida de Europa y Francia hasta llegar al Hospital de Fuenlabrada. Una vez allí da la vuelta, continuando por las calles Portugal y Grecia llegando al C.C. Plaza de la Estación. Sigue por las calles Suiza, de las Naciones, Móstoles, Luis Sauquillo, Extremadura, Constitución, Fco. Luis Sauquillo y Miguel de Unamuno, llegando hasta el Parque de los Estados. Sigue por las calles de Callao, Los Andes, Barcelona, España, Parque de la Paz y Galicia, donde vuelve a su terminal.
| Código | Parada                                      | Común con     | Conexiones con Metro y Cercanías |
| ------ | ------------------------------------------- | ------------- | -------------------------------- |
| 07692  | Galicia - El Naranjo                        | 1 3 13        |                                  |
| 07695  | Galicia - Colegio                           | 1 3 13 491    |                                  |
| 07696  | Galicia - Kiosco                            | 1 3 13 491    |                                  |
| 07699  | Galicia - Centro de día                     | 1 13 491      |                                  |
| 08172  | Móstoles - Pol. Ind. Vereda del Tempranar   | 3 526         |                                  |
| 21136  | Almendro - C. C. Nexum                      |               |                                  |
| 08173  | Móstoles - Pol. Ind. Restaurante            | 3 526         |                                  |
| 07701  | Móstoles - P.º Santiago de Compostela       | 526           |                                  |
| 07702  | Móstoles - Colegio                          | 1 13 491 526  |                                  |
| 07705  | Avenida de Europa - Móstoles                | 491           |                                  |
| 07728  | Holanda - Avenida de Europa                 |               |                                  |
| 07727  | Francia - Est. Parque Europa                | 4 493         | Parque Europa                    |
| 11173  | Francia - Paseo de Setúbal                  | 1 3 4 493     |                                  |
| 12638  | Camino del Molino - Hospital de Fuenlabrada | 1 3 4 496     | Hospital de Fuenlabrada          |
| 12630  | Camino del Molino - Hospital de Fuenlabrada | 1 3 4 468 496 | Hospital de Fuenlabrada          |
| 11174  | Francia - Paseo de Setúbal                  | 1 3 4 493     |                                  |
| 07730  | Portugal - Galerías Comerciales             | 491 492 496   |                                  |
| 07734  | Grecia - Portugal                           |               |                                  |
| 07735  | Grecia - Avenida de las Naciones            |               |                                  |
| 07736  | Albania - Grecia                            |               |                                  |
| 07723  | Suiza - Colegio                             |               |                                  |
| 07719  | Móstoles - Fátima                           | 1 491 492 526 |                                  |
| 07750  | Móstoles - Delicias                         |               |                                  |
| 07749  | Luis Sauquillo - Grecia                     | 3 4 6 468 471 | Fuenlabrada Central              |
| 07740  | Luis Sauquillo - El Arroyo                  | 4 468 471 496 |                                  |
| 07741  | Comunidad de Madrid - Pza. Valdeserrano     | 4 496 497     |                                  |
| 07744  | Panaderas - Centro de salud                 | 496 497       |                                  |
| 07745  | Panaderas - Plaza Miraflor                  | 496 497       |                                  |
| 11059  | Extremadura - Arados                        |               |                                  |
| 07775  | Extremadura - Eras                          |               |                                  |
| 11060  | Extremadura - Fuente                        |               |                                  |
| 11061  | Constitución - Batalla de Brunete           | 1 6 471       |                                  |
| 07784  | Av. Fco. Javier Sauquillo - Valdemoro       | 1 3 492       |                                  |
| 07773  | Av. Fco. Javier Sauquillo - Castillejos     | 1 3 492       |                                  |
| 07769  | Av. Estados - Est. Parque de los Estados    | 6 471 492 526 | Parque de los Estados            |
| 07766  | Callao - Centro de salud                    | 492           |                                  |
| 07760  | Callao - Escuela de Música                  | 492           |                                  |
| 07759  | Callao - Avenida de los Andes               | 492           |                                  |
| 07757  | Avenida de los Andes - Leganés              | 492           |                                  |
| 07753  | Barcelona - Est. La Serna                   |               | La Serna                         |
| 12528  | Avenida de España - Barcelona               | 493           |                                  |
| 07714  | Avenida de España - Castilla La Nueva       | 493           |                                  |
| 07712  | España - Parque Lineal La Serna             | 493           |                                  |
| 07710  | Castilla La Vieja - Zamora                  |               |                                  |
| 07709  | Zamora - Avenida de las Provincias          |               |                                  |
| 11062  | Avenida de los Provincias - Reinosa         |               |                                  |
| 07706  | Avilés - Centro de salud                    |               |                                  |
| 07697  | Galicia - Farmacia                          | 1 3 491       |                                  |
| 07694  | Galicia - Colegio                           | 1 3 491       |                                  |
| 07692  | Galicia - El Naranjo                        | 1 3 13        |                                  |